# Bier in Turkije

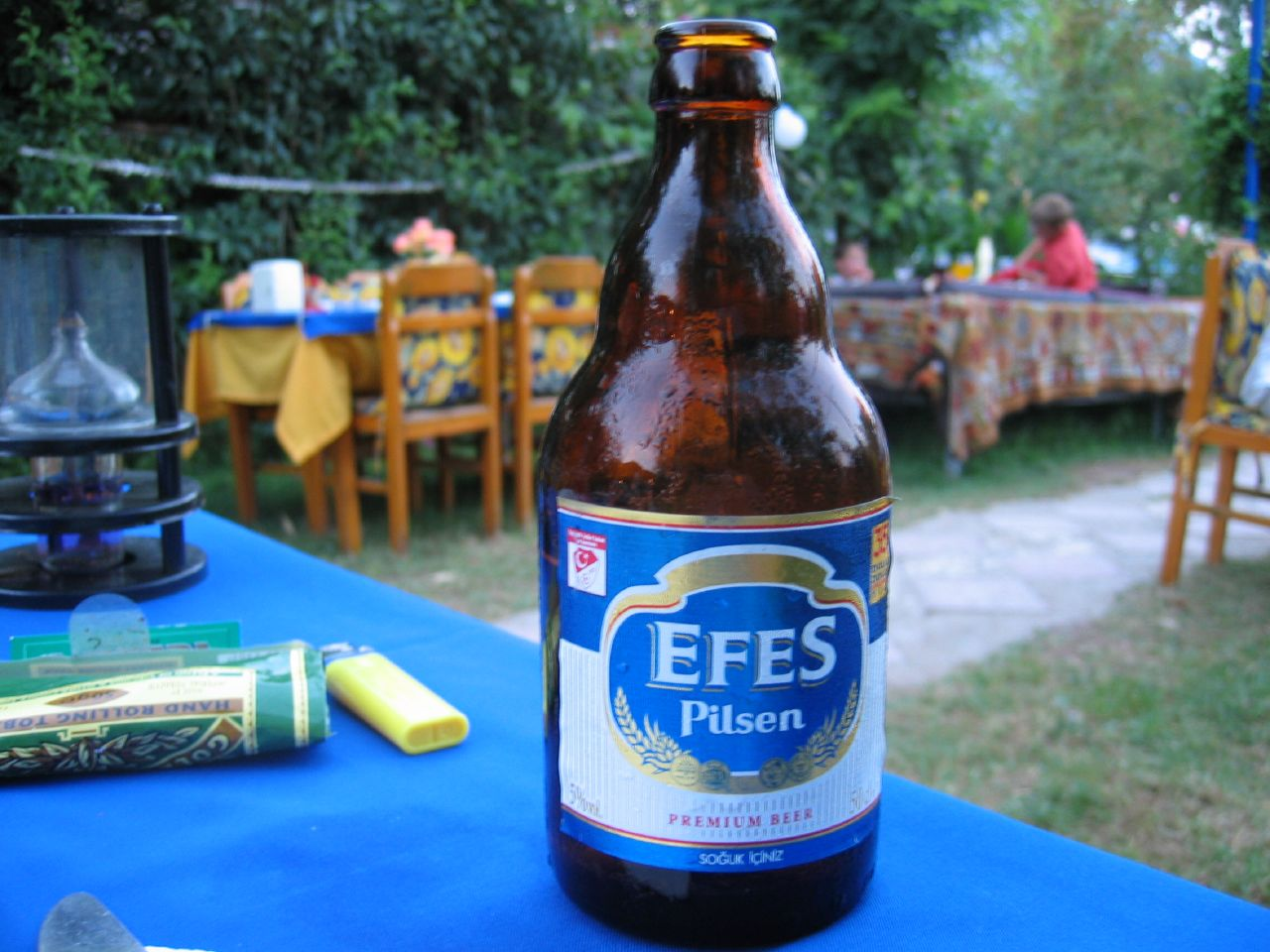
Efes Pilsen

Bier in Turkije is redelijk ontwikkeld zowel qua productie als qua consumptie. Hoewel Turkije een moslimland is, is de bevolking overwegend gematigd en speelt de scheiding van kerk en staat een grote rol. Het is hierdoor een van de weinige Islamitische landen met een biercultuur van betekenis.
De Efes Beverage Group is de grootste brouwerij van Turkije (marktaandeel circa 80%) met een groot exportaandeel, bestemd voor de Turkse bevolking die in Afrika en Europa woont. Türk Tuborg werd in 1967 opgericht door Tuborg samen met de Yasar Holding en produceert Tuborg sinds 1969. In 2001 kwam de brouwerij voor 100% in handen van Carlsberg die op zijn beurt in 2008 de brouwerij verkocht aan zijn partner in Israël, Roemenië en Albanië, de Central Bottling Company (CBC Group). De oudste bierproducent van Turkije was Yozgat Bira Fabrikasi, een staatsbedrijf dat in 1890 in Bomonti, Istanboel werd opgericht en het bier Tekel Birasi op de markt bracht. In 2004 werd het staatsmonopolie opgeheven en kwam het merk in privaat bezit van Mey İçki Sanayii ve Ticaret A.Ş.. In 2007 werd het bier uit de handel genomen maar terug op de markt gebracht nadat de Efes Beverage Group de naam en het recept opkocht.
In 2003 werd de Bira ve Malt Üreticileri Derneği (Turkse federatie van bier- en moutproducenten) opgericht met hoofdzetel in Ankara.

## Cijfers 2011
- Bierproductie: 9,212 miljoen hl
- Export: 1,020 miljoen hl
- Import: 5100 hl
- Bierconsumptie: 8,244 miljoen hl
- Bierconsumptie per inwoner: 10,9 liter
- Actieve brouwerijen: 11[4]

## Brouwerijen
- Efes Beverage Group (onderdeel van de Anadolu Group)
- Türk Tuborg

## Bieren
- Efes Pilsen
- Bomonti
- Marmara
- Tekel Birasi
- Gusta
- Mariachi
- Becks, van Efes
- Carlsberg, van Turk-Tuborg
- Dark, van Efes Pilsener (like ale)
- Tuborg Gold
- Tuborg Kırmızı (Rood) (Hoog ABV)
- Marmara Gold, by Efes Pilsener (%4.1)
- Marmara Kırmızı (Red) (Hoog ABV)
- Pera